# سیارک ۸۹۷۷
سیارک ۸۹۷۷ (به انگلیسی: 8977 Paludicola، نامگذاری:4272T-2) هشت هزار و نهصد و هفتاد و هفتمین سیارک کشف شده‌است که در ۲۹ سپتامبر ۱۹۷۳ کشف شد.
قدر مطلق سیارک برابر ۱۵٫۲۰ است.